# Kyttning
Kyttning eller kyttlandsbruk är en metod att med flåhacka skala av översta jordlagret och grästorvorna på gräsbevuxen mark, för att därefter bränna dessa och sedan köra ned askan i jorden för att öka jordens växtnäring inför sådd.